# Campeonato Mundial de Basquetebol Sub-19
O Campeonato Mundial de Basquetebol Sub-19 é uma competição organizada pela Federação Internacional de Basquetebol (FIBA) que visa apurar o campeão mundial entre os filiados na categoria masculino até 19 anos. Grandes nomes do basquetebol engrandeceram a importância da competição dentre eles: Arvydas Sabonis (União Soviética), Vlade Divac (Iugoslávia), Klay Thompson e Stephen Curry (Estados Unidos).
A Seleção Brasileira que foi a anfitriã na primeira edição em 1979, conquistou sua melhor posição nesta mesma edição conquistando a prata, após a façanha de eliminar a União Soviética de Rimas Kurtinaitis que viria a se tornar campeão olímpico nos Jogos Olímpicos de Verão de 1988. 
Assim como na categoria adulta a Seleção Estadunidense desempenha um papel largamente hegemônico tendo conquistado medalhas em 12 das 15 edições disputadas até 2021.

## Histórico
| 1979 detalhes | Brasil · Presidente Prudente e Salvador | Estados Unidos | [ nota 1 ] | Brasil          | Argentina      | [ nota 1 ] | Iugoslávia |
| 1983 detalhes | Espanha · Palma de Maiorca              | Estados Unidos | 82–78      | União Soviética | Brasil         | 71–66      | Espanha    |
| 1987 detalhes | Itália · Bormio                         | Iugoslávia     | 86–76      | Estados Unidos  | Itália         | 77–66      | Alemanha   |
| 1991 detalhes | Canadá · Edmonton                       | Estados Unidos | 90–85      | Itália          | Argentina      | 74–71      | Iugoslávia |
| 1995 detalhes | Grécia · Atenas                         | Grécia         | 91–73      | Austrália       | Espanha        | 77–64      | Croácia    |
| 1999 detalhes | Portugal · Lisboa                       | Espanha        | 94–87      | Estados Unidos  | Croácia        | 66–59      | Argentina  |
| 2003 detalhes | Grécia · Thessaloniki                   | Austrália      | 126–92     | Lituânia        | Grécia         | 73–64      | Croácia    |
| 2007 detalhes | Sérvia · Novi Sad                       | Sérvia         | 74–69      | Estados Unidos  | França         | 75–67      | Brasil     |
| 2009 detalhes | Austrália · Auckland                    | Estados Unidos | 88–80      | Grécia          | Croácia        | 87–81      | Austrália  |
| 2011 detalhes | Letônia · Riga                          | Lituânia       | 85–67      | Sérvia          | Rússia         | 77–72      | Argentina  |
| 2013 detalhes | Chéquia · Praga                         | Estados Unidos | 82–68      | Sérvia          | Lituânia       | 106–100    | Austrália  |
| 2015 detalhes | Grécia · Heraklion                      | Estados Unidos | 79–71 (OT) | Croácia         | Turquia        | 80–71      | Grécia     |
| 2017 detalhes | Egito · Cairo                           | Canadá         | 79–60      | Itália          | Estados Unidos | 96–72      | Espanha    |
| 2019 detalhes | Grécia · Heraklion                      | Estados Unidos | 93–79      | Mali            | França         | 73–68      | Lituânia   |
| 2021 detalhes | Letônia · Dunaburgo e Riga              | Estados Unidos | 83–81      | França          | Canadá         | 101–92     | Sérvia     |
| 2023 detalhes | Hungria · Debrecen                      |                |            |                 |                |            |            |

Notas
1. 1 2  Nessa edição, não houve final. A competição foi decidida numa fase final de grupos.

## Quadro de Medalhas
| Ordem | País           | Medalha de ouro | Medalha de prata | Medalha de bronze | Total |
| ----- | -------------- | --------------- | ---------------- | ----------------- | ----- |
| 1     | Estados Unidos | 8               | 3                | 1                 | 12    |
| 2     | Sérvia         | 2               | 2                | 0                 | 4     |
| 3     | Grécia         | 1               | 1                | 1                 | 3     |
|       | Lituânia       | 1               | 1                | 1                 | 3     |
| 5     | Austrália      | 1               | 1                | 0                 | 2     |
| 6     | Canadá         | 1               | 0                | 1                 | 2     |
|       | Espanha        | 1               | 0                | 1                 | 2     |
| 8     | Itália         | 0               | 2                | 1                 | 3     |
| 9     | Croácia        | 0               | 1                | 2                 | 3     |
|       | França         | 0               | 1                | 2                 | 3     |
| 11    | Brasil         | 0               | 1                | 1                 | 2     |
|       | Rússia         | 0               | 1                | 1                 | 2     |
| 13    | Mali           | 0               | 1                | 0                 | 1     |
| 14    | Argentina      | 0               | 0                | 2                 | 2     |
| 15    | Turquia        | 0               | 0                | 1                 | 1     |
| TOTAL | TOTAL          | 15              | 15               | 15                | 45    |

## Ver Também
- Campeonato Mundial de Basquetebol Sub-17
- Campeonato Mundial de Basquetebol
- Campeonato Mundial de Basquetebol Feminino Sub-19